# Slag bij Pernambuco
De Slag bij Pernambuco was een zeeslag tussen de Republiek der Zeven Verenigde Nederlanden en een Spaans-Portugese vloot gedurende de Nederlands-Portugese Oorlog en de Tachtigjarige Oorlog. De slag vond plaats tussen 12 en 17 januari 1640.

## Aanloop
De graaf van Torre, Fernando de Mascarenhas, kreeg in 1638 het commando over een vloot van 41 schepen. Daarop bevond zich een leger van 5.000 manschappen voor een invasie in Nederlands-Brazilië. Eerst vertrok de vloot naar Kaapverdië, maar daar werden de schepen geplaagd door een epidemie. Drieduizend mannen stierven voordat de vloot aankwam in Salvador. De Mascarenhas bleef een jaar in de stad voor hij met zijn vloot koers zette naar Recife om het leger in de buurt te laten ontschepen voor de guerrillastrijd tegen de Hollanders.

## Slag
Een Hollandse vloot onder leiding van Willem Cornelisz Loos en vice-admiraal Jacob Huygens verliet Recife en wist de Spaans-Portugese vloot klem te zetten. Er volgde al snel een strijd tussen de twee vloten, waarbij de Hollanders twee schepen verloren en admiraal Loos het leven liet. De volgende dag zette de Hollanders de achtervolging in op de Portugese-Spaanse vloot. Op 14 januari ging Huygens weer over tot de aanval. De slag verplaatste zich in noordwestelijke richting. Uiteindelijk wist de Spaanse vloot de Rio Potenji te bereiken met de Hollanders in de rug. Nabij Kaap São Roque wisten de Spanjaarden hun leger aan land te laten gaan, maar het was te ver om Recife te bedreigen.

## Nasleep
In maart 1640 werd het Nederlandse garnizoen in Recife uitgebreid met 2.500 man, die door een vloot onder leiding van Cornelis Jol en Jan Lichthart naar Brazilië waren vervoerd. In december van datzelfde jaar kwam Portugal in opstand tegen Spanje. In eerste instantie probeerde de Republiek een bondgenootschap met Portugal aan te gaan, maar de Portugezen wilden te graag hun oude kolonies terug, waarna de strijd voortging.